# Wereldkampioenschap schaatsen allround vrouwen 1981
Het tweeënveertigste Wereldkampioenschap schaatsen allround voor vrouwen werd op 6 en 7 februari 1981 verreden op de Gaétan Boucher Oval in Sainte-Foy, een voorstad van Quebec, Canada. Het was het eerste WK Allround dat in Canada plaatsvond en het vierde toernooi buiten Europa, na Kuirazawa (1963), West Allis (1970) en Keystone (1977).
Dertig schaatssters uit elf landen, Canada (2), de DDR (4), de Sovjet-Unie (4), de Verenigde Staten (4), Japan (3), Nederland (3), Noorwegen (3), Zweden (3) Polen (2), Groot-Brittannië (1) en West-Duitsland (1), namen eraan deel. Zeventien rijdsters debuteerden deze editie.
De Sovjet-Russin Natalja Petroeseva prolongeerde haar wereldtitel en was daarmee de achtste vrouw dit presteerde. De Oost-Duitse Karin Enke werd tweede en de Amerikaanse Sarah Docter werd derde.
De Nederlandse afvaardiging bestond dit jaar uit drie vrouwen, Annie Borckink, Ina Steenbruggen en debutante Alie Boorsma.
Ook dit kampioenschap werd over de kleine vierkamp, respectievelijk de 500m, 1500m, 1000m en 3000m, verreden.

## Afstandsmedailles
| Afstand | Goud ·             | Zilver ·           | Brons ·          |
| ------- | ------------------ | ------------------ | ---------------- |
| 500m    | Natalja Petroeseva | Karin Enke         | Svetlana Kasjoek |
| 1500m   | Karin Enke         | Natalja Petroeseva | Bjørg Eva Jensen |
| 1000m   | Natalja Petroeseva | Karin Enke         | Sarah Docter     |
| 3000m   | Olga Plesjkova     | Bjørg Eva Jensen   | Sarah Docter     |

## Klassement
| Rang   | Schaatsster             | Land                           | Punten  | 500m       | 1500m        | 1000m        | 3000m        |
| ------ | ----------------------- | ------------------------------ | ------- | ---------- | ------------ | ------------ | ------------ |
| Goud   | Natalja Petroeseva      | Sovjet-Unie                    | 178,947 | 42,93 (1)  | 2.13,70 (2)  | 1.25,90 (1)  | 4.51,01 (6)  |
| Zilver | Karin Enke              | Duitse Democratische Republiek | 180,266 | 43,32 (2)  | 2.13,58 (1)  | 1.28,03 (2)  | 4.50,43 (5)  |
| Brons  | Sarah Docter            | Verenigde Staten               | 182,441 | 45,30 (14) | 2.15,27 (4)  | 1.28,57 (3)  | 4.46,60 (3)  |
| 4      | Bjørg Eva Jensen        | Noorwegen                      | 182,485 | 45,27 (13) | 2.14,94 (3)  | 1.29,07 (4)  | 4.46,20 (2)  |
| 5      | Irina Mikhajhova        | Sovjet-Unie                    | 183,196 | 44,13 (4)  | 2.17,32 (9)  | 1.29,08 (5)  | 4.52,52 (8)  |
| 6      | Olga Plesjkova          | Sovjet-Unie                    | 183,254 | 45,45 (17) | 2.16,16 (6)  | 1.30,00 (11) | 4.44,51 (1)  |
| 7      | Erwina Rys-Ferens       | Polen                          | 183,953 | 44,48 (8)  | 2.16,38 (7)  | 1.29,11 (6)  | 4.56,75 (13) |
| 8      | Svetlana Kasjoek        | Sovjet-Unie                    | 184,280 | 43,90 (3)  | 2.19,17 (13) | 1.29,22 (7)  | 4.56,28 (11) |
| 9      | Annette Carlén-Karlsson | Zweden                         | 184,739 | 44,33 (6)  | 2.18,61 (10) | 1.29,62 (8)  | 4.56,38 (12) |
| 10     | Ines Pochert-Bautzmann  | Duitse Democratische Republiek | 184,856 | 44,75 (9)  | 2.18,97 (12) | 1.29,85 (9)  | 4.53,15 (9)  |
| 11     | Gabi Schönbrunn         | Duitse Democratische Republiek | 185,663 | 45,41 (16) | 2.16,06 (5)  | 1.32,66 (19) | 4.51,42 (7)  |
| 12     | Mary Docter             | Verenigde Staten               | 186,134 | 46,31 (24) | 2.16,94 (8)  | 1.31,85 (14) | 4.49,52 (4)  |
| 13     | Alie Boorsma            | Nederland                      | 186,544 | 44,18 (5)  | 2.20,66 (16) | 1.29,94 (10) | 5.03,05 (15) |
| 14     | Annie Borckink          | Nederland                      | 187,243 | 45,60 (18) | 2.18,78 (11) | 1.31,85 (14) | 4.56,75 (13) |
| 15     | Ina Steenbruggen        | Nederland                      | 187,873 | 45,93 (23) | 2.19,74 (15) | 1.32,66 (19) | 4.54,20 (10) |
| 16     | Miyoshi Kato            | Japan                          | 188,631 | 45,87 (21) | 2.19,31 (14) | 1.30,67 (12) | 5.05,94 (16) |
| NC17   | Birgit Czak             | Duitse Democratische Republiek | 138,286 | 45,17 (12) | 2.20,69 (17) | 1.32,44 (18) | -            |
| NC18   | Seiko Hashimoto         | Japan                          | 138,401 | 45,13 (11) | 2.21,47 (20) | 1.32,23 (17) | -            |
| NC19   | Sylvie Daigle           | Canada                         | 138,595 | 44,36 (7)  | 2.22,02 (22) | 1.33,79 (24) | -            |
| NC20   | Ann-Mari Tollefsen      | Noorwegen                      | 138,603 | 45,71 (20) | 2.21,04 (18) | 1.31,76 (13) | -            |
| NC21   | Mona Iversen            | Noorwegen                      | 138,801 | 45,69 (19) | 2.21,32 (19) | 1.32,01 (16) | -            |
| NC22   | Sigrid Smuda            | West-Duitsland                 | 139,235 | 45,39 (15) | 2.22,47 (25) | 1.32,71 (21) | -            |
| NC23   | Ewa Bialkowska          | Polen                          | 139,245 | 44,84 (10) | 2.22,89 (26) | 1.33,55 (23) | -            |
| NC24   | Linda Palle             | Zweden                         | 139,640 | 45,87 (21) | 2.22,14 (24) | 1.32,78 (22) | -            |
| NC25   | Shigeko Tomita          | Japan                          | 141,133 | 46,82 (27) | 2.21,70 (21) | 1.34,16 (26) | -            |
| NC26   | Rose-Marie Karlsson     | Zweden                         | 141,575 | 46,40 (25) | 2.24,45 (27) | 1.34,05 (25) | -            |
| NC27   | Dorie Boyce             | Verenigde Staten               | 141,806 | 46,93 (28) | 2.22,13 (23) | 1.35,00 (27) | -            |
| NC28   | Susan Sandvig           | Verenigde Staten               | 144,761 | 47,09 (29) | 2.27,65 (28) | 1.36,91 (29) | -            |
| NC29   | Anne Girard             | Canada                         | 145,251 | 46,45 (26) | 2.32,27 (30) | 1.36,09 (28) | -            |
| NC30   | Mandy Horsepool         | Verenigd Koninkrijk            | 148,721 | 49,13 (30) | 2.28,61 (29) | 1.40,11 (30) | -            |

* = met val
NC = niet gekwalificeerd
NF = niet gefinisht
NS = niet gestart
DQ = gediskwalificeerd
Vet gezet = kampioenschapsrecord